# Into Paradiso
Into Paradiso è un film italiano del 2010 diretto da Paola Randi.

## Trama
Napoli. Il ricercatore universitario Alfonso D'Onofrio viene licenziato. L'amico Colasanti gli consiglia quindi di rivolgersi a Vincenzo Cacace, un amico d'infanzia e politico locale in ascesa coinvolto, suo malgrado, in affari con un clan di camorra. Mostratosi abbastanza disponibile per il suo caso, dopo qualche giorno Cacace chiama Alfonso e gli chiede un favore: consegnare una scatola a delle persone in un vicolo della zona del Cavone, zona popolare del centro di Napoli. La scatola in realtà contiene una pistola che deve essere utilizzata per un agguato di camorra.
Una volta giunto sul posto le cose si mettono male per Alfonso perché i due uomini ai quali avrebbe dovuto consegnare la scatola vengono sorpresi e a loro volta uccisi in un agguato davanti ai suoi occhi. Impietrito dalla paura, Alfonso riesce a scappare tra i vicoli del quartiere e giunge in un vecchio palazzo fatiscente abitato prevalentemente da singalesi emigrati a Napoli. Inseguito dai camorristi, si rifugia in un piccolo appartamento su un attico dove trova Gayan, ex campione di cricket dello Sri Lanka da poco giunto a Napoli in visita al cugino. Sul posto giunge anche Cacace che, a causa del fallimento di quello che doveva essere un suo compito, consegnare la pistola ai killer, deve ora uccidere Alfonso perché minacciato dal clan. Alfonso, minacciandolo con la pistola che ha trovato all'interno della scatola, riesce però a legarlo ad una sedia anche con l'aiuto di Gayan che comincia ad interessarsi al suo caso anche perché è sempre più coinvolto nella faccenda

## Festival, Premi, Nominations
- Festival di Venezia 2010 (Mostra internazionale d'arte cinematografica) - Controcampo Italiano
- Bimbi Belli 2011 - Premio Miglior Film
- David di Donatello 2011 4 Nomination 
  - Miglior Scenografia (Paki Meduri)
  - Nomination Migliore Musicista (Fausto Mesolella)
  - Nomination Migliori Effetti speciali visivi (Paola Randi - Daniele Jost - Visualogie)
  - Nomination Migliore Regista Esordiente (Paola Randi)
- Globi d'oro 2011 Nomination Migliore Opera Prima
- Premio del Pubblico al Sudestival Sguardi di Cinema Italiano 2011
- Miglior Film a Est Film Festival 2011

## Distribuzione
- 11 febbraio 2011 in Italia